# セドン駅
セドン駅（セドンえき）は朝鮮民主主義人民共和国平壌直轄市龍城区域にある、朝鮮民主主義人民共和国鉄道省の駅である。

## 歴史
- 1927年11月1日：馬嵐駅として開業[1]。
- 時期不明：セドン駅に改称。

## 隣の駅
朝鮮民主主義人民共和国鉄道省
龍城線
龍城駅 - セドン駅 - 東北里駅